# Wolper Productions
Wolper Productions, ahora conocida como The Wolper Organization, también conocida como David L. Wolper Productions es una productora fundada en 1958 por el productor David L. Wolper (1928-2010) para producir el Oscar nominado del documental «La carrera por el espacio» (inglés: «The Race for Space»). En julio de 1988, la empresa firmó un contrato exclusivo de siete años con Warner Brothers, con la que la empresa está afiliada principalmente.